# Anton-Babinski-Syndrom
Das Anton-Babinski-Syndrom ist ein seltenes neurologisches Syndrom. Es beschreibt eine unilaterale Asomatognosie nach Schädigung der nicht-dominanten, meist rechtsseitigen, parietalen Gehirnhälfte. Das Anton-Babinski-Syndrom geht zurück auf die beiden Neurologen Gabriel Anton (1858–1933) und Joseph Babinski (1857–1932).
Das Anton-Babinski-Syndrom ist nicht zu verwechseln mit dem Anton-Syndrom, das eine kortikale Blindheit bezeichnet.

## Symptomatik
Typisch ist ein Neglect für Empfindungen von der kontralateralen Körperseite in Verbindung mit einer Anosognosie. Entweder wird die Existenz der betroffenen Körperseite nicht wahrgenommen und diese ignoriert, oder es entsteht die Überzeugung, die betroffene Körperseite gehöre einer anderen Person. Als weitere Folge kann eine Allästhesie auftreten, bei der sensorische Stimuli auf der betroffenen Körperseite gegenseitig wahrgenommen werden.

## Anatomisches
Ähnlich wie ein Neglect entsteht die Störung meist nach Schädigung der rechtsseitigen (nicht-dominanten) parietalen Hirnrinde.